# Makalata rhipidura
Makalata rhipidura es una especie de roedor de la familia Echimyidae. Es nocturno.

## Distribución geográfica
Se encuentra en  el noreste de Perú y al lado de Ecuador, en la Selva Amazónica